# Ulica Stefana Wyszyńskiego w Olsztynie
Ulica Wyszyńskiego (dawniej ul. XX-lecia PRL) w Olsztynie – ulica przebiegająca wzdłuż zachodniej granicy osiedla Kormoran. Wchodzi w skład drogi krajowej nr 51. Rozciąga się od skrzyżowania z ulicami Piłsudskiego i Leonharda (w pobliżu stadionu OSiR) do skrzyżowania z ulicami 5. Wileńskiej Brygady AK i Synów Pułku (w pobliżu byłego DH Rolnik). Ulica ta krzyżuje się również m.in. z ulicą Żołnierską.

## Komunikacja
Ulicą Synów Pułku biegną trasy 10 linii komunikacyjnych. Są to linie numer 105, 111, 113, 116, 117, 121, 126, 131, 141 oraz 305.
Przy ulicy Wyszyńskiego znajduje się 4 przystanki autobusowe (po 2 w każdym kierunku).

## Obiekty
- Hurtownia odzieży „Gracja”
- Olsztyńska siedziba Radia Eska
- Przedszkole miejskie nr 26

## Dane drogi
Ulica Wyszyńskiego jest drogą posiadającą po dwa pasy ruchu w każdym kierunku.

Na trasie ulicy zainstalowane są 3 sygnalizacje świetlne:
- Skrzyżowanie z ulicami Leonharda i Piłsudskiego
- Skrzyżowanie z ulicami Żołnierską i Augustowską
- Skrzyżowanie z ulicami Pstrowskiego i Synów Pułku

W pobliżu skrzyżowania z ul. Leonharda i al. Piłsudskiego umieszczony jest fotoradar, rejestrujący łamiących przepisy kierowców.